# Bulupayung (Kesugihan)
Bulupayung is een bestuurslaag in het regentschap Cilacap van de provincie Midden-Java, Indonesië. Bulupayung telt 4431 inwoners (volkstelling 2010).